# 泰法拉
8°36′S 179°05′E / 8.600°S 179.083°E

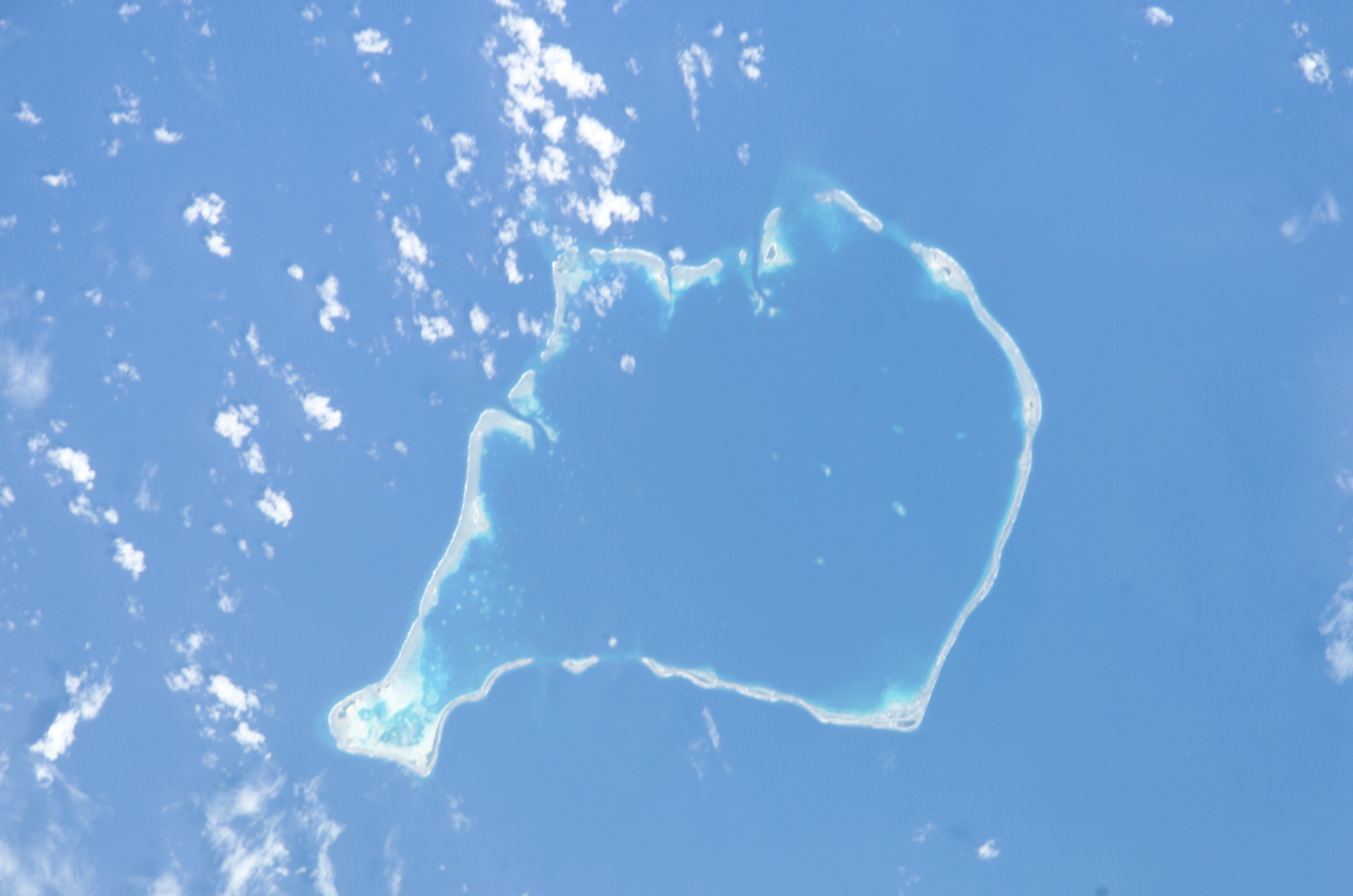
富納富提全圖

泰法拉（英語：Tefala）是一個位於圖瓦盧首都富納富提的一座珊瑚礁島嶼，2002年人口516人。
泰法拉是富纳富提保护区的一部分。